# 鯉渕信一
鯉渕 信一（こいぶち しんいち、1945年〈昭和20年〉 - ）は、茨城県出身のモンゴル語学者。亜細亜大学名誉教授、元学長。

## 経歴
1963年3月に茨城県立水戸商業高等学校を卒業し、同年4月に亜細亜大学経済学部経済学科に入学。第二外国語の授業でモンゴル語を選択したことにより、モンゴル語と出会う。1973年に在モンゴル日本国大使館に派遣員として勤務。モンゴル国立大学交換教授を経て、1976年に亜細亜大学アジア研究所講師として着任。1989年には同研究所教授に就任。1992年には同大学国際関係学部教授となり、2000年から2003年には同大学の第6代学長を務める。2010年より亜細亜大学名誉教授。

## 学会及び社会での活動
- 司馬遼太郎記念財団監事
- 日本モンゴル学会監事
- 日本モンゴル協会理事
- 国際交流サービス協会理事